# Isländische Fußballnationalmannschaft (U-21-Männer)
Die isländische U-21-Fußballnationalmannschaft ist eine Auswahlmannschaft isländischer Fußballspieler. Sie unterliegt dem Isländischen Fußball-Verband und repräsentiert ihn international auf U-21-Ebene, etwa in Freundschaftsspielen gegen die Auswahlmannschaften anderer nationaler Verbände oder bei Europameisterschaften des Kontinentalverbandes UEFA. Spielberechtigt sind Spieler, die beim ersten Qualifikationsspiel zu einem Turnier ihr 21. Lebensjahr noch nicht vollendet haben und die isländische Staatsangehörigkeit besitzen.
Rekordnationalspieler ist der Innenverteidiger Hólmar Örn Eyjólfsson mit 27 Einsätzen.

## Geschichte
Von 1978 bis 2009 konnte sich die U-21-Auswahl von Island nie für ein von der UEFA ausgetragenes Turnier qualifizieren. Ende des Jahres 2010 gelang erstmals die Qualifikation für eine Endrunde. Zuerst beendete man die Gruppenphase der Qualifikation zur U-21-Europameisterschaft als zweiter hinter Tschechien und vor Deutschland, sodass man sich für die Playoffs qualifizieren konnte. In den zwei Spielen konnte man die Schottische Auswahl zweimal mit 2:1 besiegen und qualifizierte sich so für die Endrunde in Dänemark.
In der Endrunde wurde man zusammen mit der Schweiz, Belarus und Gastgeber Dänemark in die Gruppe A gelost. Die ersten beiden Spiele gegen Belarus und die Schweiz gingen verloren, das letzte gegen Dänemark konnte jedoch mit 3:1 gewonnen werden und so beendete man das Turnier auf dem 5. Platz. Dieses junge Team unter Trainer Eyjólfur Sverrisson beinhaltete diverse zukünftige Nationalspieler, wie Birkir Bjarnason, Alfreð Finnbogason, Jóhann Berg Guðmundsson, Aron Gunnarsson, Kolbeinn Sigþórsson oder auch Gylfi Sigurðsson. Eine „goldene“ Generation, die ein paar Jahre später auch die A-Auswahl zur Europameisterschaft 2016 und Weltmeisterschaft 2018 führen konnte.
Die Qualifikation zur Europameisterschaft 2011 ist bis heute der größte Erfolg der Geschichte der isländischen U-21-Nationalmannschaft.

## Turnierbilanzen bei U-21-Europameisterschaften
| Jahr          | Gastgeberland | Teilnahme bis …    | Letzter Gegner | Ergebnis |
| ------------- | ------------- | ------------------ | -------------- | -------- |
| 1978 bis 2009 |               | nicht qualifiziert | –              | –        |
| 2011          | Dänemark      | 5. Platz           | –              | –        |
| 2013          | Israel        | nicht qualifiziert | Spanien        | –        |
| 2015          | Tschechien    | nicht qualifiziert | –              | –        |
| 2017          | Polen         | nicht qualifiziert | –              | –        |

Anmerkungen:
1. ↑  Zwischen 1978 und 1992 fanden die Endrunden der U-21-Europameisterschaft nicht in einem Gastgeberland statt, sondern wurden durch Hin- und Rückspiele in den jeweiligen teilnehmenden Nationen ausgetragen.

## Endrundenkader

### EM 2011 in Dänemark
| U-21-EM 2011 | - Torhüter: Haraldur Björnsson, Óskar Pétursson, Arnar Darri Pétursson - Verteidiger: Skúli Jón Friðgeirsson, Hólmar Örn Eyjólfsson, Hjörtur Logi Valgarðsson, Elfar Freyr Helgason, Þórarinn Ingi Valdimarsson, Jón Guðni Fjóluson - Mittelfeldspieler: Eggert Gunnþór Jónsson, Birkir Bjarnason, Bjarni Þór Viðarsson, Gylfi Sigurðsson, Almarr Ormarsson, Guðmundur Kristjánsson, Aron Gunnarsson, Andrés Már Jóhannesson - Stürmer: Jóhann Berg Guðmundsson, Rúrik Gíslason, Arnór Smárason, Kolbeinn Sigþórsson, Alfreð Finnbogason, Björn Bergmann Sigurðarson - Trainer: Eyjólfur Sverrisson |

## Rekordspieler und -torschützen
| Spiele               | Spieler                   | Geburtsdatum | Debüt      |
| -------------------- | ------------------------- | ------------ | ---------- |
| 27                   | Hólmar Örn Eyjólfsson     | 06.08.1990   | 16.11.2007 |
| 26                   | Bjarni Þór Viðarsson      | 05.03.1988   | 11.10.2005 |
| 25                   | Birkir Bjarnason          | 27.05.1988   | 28.02.2006 |
| 21                   | Orri Sigurður Ómarsson    | 18.02.1995   | 06.02.2013 |
| 19                   | Haraldur Björnsson        | 11.01.1989   | 22.08.2007 |
| 19                   | Ómar Jóhannsson           | 02.03.1981   | 16.08.2000 |
| 19                   | Rúrik Gíslason            | 25.02.1988   | 11.10.2005 |
| 19                   | Bjarni Eggerts Guðjónsson | 26.02.1979   | 01.06.1996 |
| 19                   | Pétur Hafliði Marteinsson | 14.07.1973   | unbekannt  |
| 18                   | Sigurvin Ólafsson         | 18.07.1976   | 28.02.1995 |
| Stand: 29. Juli 2019 |                           |              |            |